# El Lucense
El Lucense fue un periódico que se publicó en Lugo entre 1883 y 1902.

## Historia y características
De tendencia carlista, tenía como subtítulo Diario católico de la tarde, que cambió en 1895 por Diario Católico y en 1901 por Periódico Católico. Editado en la imprenta de Manuel Soto Freire, su director sería Juan María Bravos hasta el 1 de septiembre de 1894, cuando El Lucense fue adquirido por Gerardo Castro Montoya, que pasó a ser el nuevo director y administrador. Entre sus colaboradores figuró Manuel Pardo Becerra y Ramón Quintero Martínez.